# فرانكو ساتون
فرانكو ساتون (بالإسبانية: Franco Sbuttoni)‏ (6 مايو 1989 في الأرجنتين – )؛ هو لاعب كرة قدم كان يلعب كمدافع.

## وصلات خارجية
- فرانكو ساتون على موقع رابطة كرة القدم اليابانية للمحترفين (اليابانية)
- فرانكو ساتون على موقع قاعدة بيانات كرة القدم.إي يو (الإنجليزية)
- فرانكو ساتون على موقع Soccerway.com (الإنجليزية)
- فرانكو ساتون على موقع عالم كرة القدم.نت (الإنجليزية)